# Rudmer Heerema
Rudmer Heerema (Groningen, 2 februari 1978) is een Nederlandse voormalige politicus. Namens de VVD zat hij van 2013 tot 2023, met een onderbreking in 2017, in de Tweede Kamer. Hij was woordvoerder sport en onderwijs.

## Afkomst
Rudmer Heerema werd geboren in Groningen en groeide op in Alkmaar. Heerema's vader is gemeenteambtenaar bij de gemeente Haarlem, zijn moeder is raadsgriffier bij de gemeente Purmerend. Heerema had diverse banen gehad voordat hij lid van de Tweede Kamer werd. Eerst werd hij op 19-jarige leeftijd zwemleraar in sportcentrum De Beeck in Bergen, daarna docent lichamelijke opvoeding op de openbare scholengemeenschap Willem Blaeu en het Murmellius Gymnasium in Alkmaar, vervolgens werd hij Landelijk LOOT Coördinator bij de stichting LOOT om daarna zijn eigen bedrijf op te richten: het Expertisecentrum Onderwijs en Topsport Exonto BV, waarmee hij opdrachten voor de stichting LOOT en de MBO Raad uitvoerde.

## Studie
Heerema doorliep het VWO in Alkmaar. Hij was van plan om de vervolgopleiding geneeskunde te volgen, maar dat liep anders. Toen hij met een vriend meeging naar een testdag voor de ALO Amsterdam, werd Heerema zo enthousiast dat ook hij besloot zich aan te melden. Drieënhalf jaar later studeerde hij af. Zijn eindstage liep Heerema op de topsportafdeling van NOC*NSF, waar hij voor het eerst in aanraking kwam met sportmanagement. Na zijn studie aan de ALO was Heerema zeven jaar docent lichamelijke opvoeding.

## Sport
Sport is een rode draad in het leven van Heerema. Hij begon als pupil bij de plaatselijke atletiekvereniging, waar hij in 1989 jeugd grasbaankampioen kogelstoten werd. Ondanks dat kampioenschap maakte hij de overstap naar professioneel wedstrijdzwemmen. Heerema was een jaargangsgenoot van Pieter van den Hoogenband en veroverde tussen 1991 en 1995 vele medailles op de Nederlandse kampioenschappen, met als hoogtepunt twee gouden medailles op de 200 meter vlinderslag en de 1500 meter vrije slag. Hij maakte enige jaren deel uit van het Nederlands jeugdteam en nam onder andere deel aan de Europese Jeugd Olympische Dagen in 1993. Zijn favoriete afstanden waren: 200 meter vlinderslag, 200 meter, 400 meter, 800 meter en 1500 meter vrije slag. Door een zware blessure moest Heerema het wedstrijdzwemmen en sporten in het algemeen voor enkele jaren vaarwel zeggen. Tijdens een krachttraining scheurde hij met bankdrukken drie ribben uit zijn borstbeen. Na hersteld te zijn van deze blessure ging Heerema recreatief hardlopen, met als beste prestatie 1.34u op de halve marathon van Egmond.

## Politiek
In 2006 werd Heerema gemeenteraadslid voor de VVD in Alkmaar. Hij heeft in zeven jaar tijd een brede portefeuille gehad: Sport, Onderwijs, Ruimtelijke Ordening, Financiën, Toerisme, Recreatie, Verkeer en Vervoer, Parkeren en was hij verantwoordelijk voor de ontwikkelingen rondom het ziekenhuis MCA.
In 2010 werd hij gekozen tot fractievoorzitter van de VVD Alkmaar en heeft hij uit dien hoofde vier jaar in het presidium gezeten, was hij vier jaar voorzitter van de commissie Ruimte en was hij voorzitter van de werkgeversdelegatie van de griffier.
Heerema heeft zich voor een aantal dossiers ingezet, waarvan de realisatie van het sportcomplex De Meent in de Westrand een voorbeeld is.
Bij de Tweede Kamerverkiezingen 2012 stond Heerema op de 48e plek op de kandidatenlijst van de VVD. Na de verkiezingen bleek hij eerste opvolger te zijn en na het vertrek van Johan Houwers uit de fractie werd Heerema op 3 september 2013 geïnstalleerd als Kamerlid voor de VVD met sinds april 2015 de portefeuille Sport. Hij was Kamerlid tot 23 maart 2017, toen de Tweede Kamer voor het eerst in nieuwe samenstelling bijeenkwam na de verkiezingen van 15 maart van dat jaar. Op 31 oktober 2017 werd hij opnieuw beëdigd als Kamerlid, wederom als opvolger. Deze keer kon hij een zetel innemen in verband met de beëdiging van de leden van het kabinet-Rutte III waardoor een aantal Kamerleden een positie in het kabinet ging innemen.
Op 5 december 2023 nam hij afscheid van de Tweede Kamer. Daarbij werd hij benoemd tot ridder in de Orde van Oranje-Nassau.
- Parlement.com: vj47c233gnqd